# Шемански, Норберт
Но́рберт «Норб» Шема́нски (англ. Norbert Schemansky; 30 мая 1924, Детройт, Мичиган — 7 сентября 2016, Дирборн, Мичиган) — американский тяжелоатлет, чемпион летних Олимпийских игр в Хельсинки (1952) и многократный чемпион мира. Первый в истории тяжелоатлет, выигравший 4 олимпийские медали.

## Спортивная карьера
Родился в многодетной семье эмигрировавших в США поляков. Начал заниматься спортом (легкая атлетика и американский футбол) в северо-восточной средней школе в Детройте. По стопам своего брата Денниса попробовал себя в тяжёлой атлетике, где проявил свой необычайный талант. До призыва в армию США летом 1943 года он улучшил свой результат в олимпийском троеборье до 365 кг при массе тела около 88 кг.
В составе в 184-го зенитного артиллерийского батальона участвовал во Второй мировой войне, воевал в Европе, в Арденнском сражении, имел боевые награды.
На чемпионатах Соединенных Штатов в 1946 и 1947 годах завоевывал серебряные награды. Также стал вторым на мировом первенстве в Филадельфии (1947).
Дебютировал на Олимпийских играх в 1948 году в Лондоне и выиграл серебро в весовой категории свыше 82,5 кг, уступив соотечественнику Джону Дэвису. Через 4 года в Хельсинки выиграл золото в категории до 90 кг, опередив советского тяжелоатлета Григория Новака. Олимпийские игры 1956 года был вынужден пропустить из-за травмы спины. В 1960 году в Риме выиграл бронзу в категории свыше 90 кг, проиграв только Юрию Власову из СССР и американцу Джеймсу Брэдфорду. В 1964 году в Токио на своей 4-й Олимпиаде 40-летний Шемански вновь завоевал бронзу в категории свыше 90 кг, уступив советским спортсменам Леониду Жаботинскому и Юрию Власову.
Был известен своей приверженностью американскому «образу жизни», любил есть гамбургеры и пиццу, а также пить пиво, поэтому часто вынужден был делать более длительные перерывы в тренировках.
Достижение спортсмена, выигравшего 4 олимпийские медали, сумел повторить через 36 лет на Играх в Сиднее немец Ронни Веллер (золото, 2 серебра и бронза). Через 4 года в Афинах свои четвёртые в карьере олимпийские награды завоевали также Николай Пешалов (золото, серебро и 2 бронзы) и Пиррос Димас (3 золота и бронза).
За свою долгую карьеру в тяжёлой атлетике (1947—1972) он установил 13 официальных и 11 неофициальных мировых рекордов, в том числе в 1964 году стал первым человеком, который зафиксировал общий вес более 1200 фунтов в трёх упражнениях (545,5 кг). 28 апреля 1962 года, в возрасте 37 лет и 333 дня, стал самым возрастным спортсменом в истории тяжёлой атлетики, установив официальный мировой рекорд, когда в рывке поднял вес в 164 кг. В 1947—1964 годах выиграл 7 наград на чемпионатах мира (по сумме упражнений), из которых три были золотыми. В 1955 году в Мехико выиграл золото на Панамериканских играх.
В начале своей карьеры работал пожарным, но был уволен, когда ушел в отпуск, чтобы принять участие в Олимпиаде 1952 года в Хельсинки, на которой он выиграл золото. После завершения спортивной карьеры в 1972 году работал инженером-строителем в своем родном городе Дирборн, штат Мичиган.
В 1997 году был включён в Зал славы Международной федерации тяжёлой атлетики.